# Martyn Pig
Martyn Pig – powieść angielskiego pisarza Kevina Brooksa wydana po raz pierwszy w 2001 roku przez brytyjski The Chicken House. Wydania kolejne: 1 kwietnia 2002 i 2003. W Polsce ukazała się ona w tłumaczeniu Anny i Miłosza Urbanów nakładem wydawnictwa Media Rodzina w 2005 roku. Jest skierowana do dzieci powyżej 12 lat i młodzieży oraz dorosłych. Książka zdobyła pierwsze miejsce angielskiego Branford Boase Award w 2003 roku.
Łączy elementy thrillera i powieści kryminalnej. Zawiera wątki filozoficzne i opisuje trudny wiek dojrzewania na przykładzie 14-letniego chłopca o fatalnie brzmiącym imieniu i nazwisku, mieszkającego samotnie z ojcem Williamem (Billym) Pigiem. Jego matka już wiele lat wcześniej odeszła od wiecznie pijanego i urządzającego awantury męża. 
Pewnego przedświątecznego dnia w pijackiej awanturze ginie William Pig. Martyn opowiada o tym o dwa lata starszej Alexandrze Freeman, pięknej dziewczynie z sąsiedztwa, która często przychodzi do jego domu, by podyskutować na różne tematy i podzielić się z nim swoimi problemami. Alex, bo tak dziewczyna nazywana jest przez znajomych, doradza przyjacielowi, by zadzwonił na policję. Martyn jest temu przeciwny. Zwłoki leżały w domu już od jakiegoś czasu, a on (sam nie wiedząc dlaczego) nikogo nie zawiadomił. Jako wielbiciel kryminałów wiedział, że policja błyskawicznie dowie się, że zwłoki zbyt długo spoczywały w jego salonie, by nie wydało się to komuś podejrzane. Poza tym Martyn zostałby oddany do domu dziecka lub do znienawidzonej ciotki Jean, siostry ojca. Chłopak postanawia z Alex ukryć fakt śmierci ojca przed światem. Nagle Martyn dostaje list, że na konto Williama Piga wpływa 30 tysięcy funtów, a w szufladzie spoczywa książeczka czekowa i karta bankomatowa z zapisanym kodem PIN. Martyn zaczyna marzyć, by wraz z Alex wyruszyć w świat. Niestety, wkrótce zaczynają się problemy.